# Rollerblade
Rollerblade ist ein im Jahr 1983 von Scott Olson gegründetes Unternehmen, das Inlineskates herstellt.

## Geschichte
Rollerblade war lange Zeit der einzige Hersteller von Inlineskates und ist heute Weltmarktführer in diesem Bereich. Im Jahr 1991 übernahm das italienische Unternehmen Nordica, das wiederum zur Tecnica Group gehört, 50 % an Rollerblade.